# Feliceni
Feliceni (en hongrois:  Felsőboldogfalva) est une commune roumaine du județ de Harghita, dans la région historique de Transylvanie. Elle est composée des onze villages suivants:
- Alexandrița (Sándortelke)
- Arvățeni (Árvátfalva)
- Cireșeni (Sükő)
- Feliceni, siège de la commune
- Forțeni (Farcád)
- Hogia (Hodgya)
- Oțeni (Ocfalva)
- Polonița (Székelylengyelfalva)
- Tăureni (Bicafalva)
- Teleac (Telekfalva)
- Văleni (Patakfalva)

## Localisation
Dealu est située dans la partie sud du comté de Harghita, à l'est de la Transylvanie dans le Pays Sicule (région ethno-culturel et linguistique), à 4 km de la ville de Odorheiu Secuiesc et à 63 km de la ville de Miercurea Ciuc.

## Politique
| Période | Période  | Identité      | Étiquette | Qualité |
| ------- | -------- | ------------- | --------- | ------- |
| 1996    | En cours | József Sándor | UDMR      |         |

## Monuments et lieux touristiques
- L'Église réformée du village de Feliceni (construite aux XIIIe et XIXe siècles), monument historique
- L'Église réformée du village de Forțeni (construite aux XIVe et XIXe siècles), monument historique
- L'Église réformée du village de Văleni (construite en 1804), monument historique
- Site archéologique Oțeni-Mihályfalva